# Válečný stav v Česku
Válečný stav v České republice je jedním ze čtyř krizových stavů, který lze vyhlásit v reakci na mimořádnou událost či ohrožení státu. Do krizových stavů pak nadále patří stav nebezpečí, nouzový stav a stav ohrožení státu. Všechny tyto stavy mohou být vyhlášeny podle intenzity, územního rozsahu a charakteru. Lze je vyhlásit v případě, že je bezprostředně ohrožena svrchovanost, územní celistvost, demokratické základy České republiky nebo ve značném rozsahu vnitřní pořádek a bezpečnost, životy a zdraví, majetkové hodnoty nebo životní prostředí anebo je-li třeba plnit mezinárodní závazky o společné obraně. Válečný stav je nejvyšším a nejzávažnějším z krizových stavů a jako jediný je platný vždy pro celé území České republiky. Ostatní krizové stavy lze vyhlásit jak pro omezené, tak pro celé území státu. Společně se stavem ohrožení státu jde o dva krizové stavy vojenského charakteru. Právo k vyhlášení válečného stavu má pouze Parlament České republiky, k tomuto úkonu je zapotřebí souhlas nadpoloviční většiny všech poslanců a souhlas nadpoloviční většiny všech senátorů. Válečný stav dosud nebyl v České republice vyhlášen.

## Vyhlášení válečného stavu
V souladu s Chartou OSN, která zakazuje vedení útočné války, je podle českého práva možné vyhlásit válečný stav pouze v případě, že je Česká republika ohrožována útokem ozbrojených složek jiného státu, nebo je takovému ohrožení vystaven stát, se kterým má Česká republika smluvní závazek týkající se společné obrany proti napadení. Česká republika zajišťuje suverenitu své územní celistvosti v rámci kolektivní obrany, která je tvořena smlouvou Severoatlantické aliance (NATO). V rámci této smlouvy se dané státy zavazují ke společné obraně - útok proti jednomu z těchto států je brán jako útok proti všem.
Pravomoc vyhlásit válečný stav má Parlament České republiky. Dále Parlament uděluje souhlas s vysláním ozbrojených sil státu mimo území České republiky a jejím setrváním na daném území. K těmto úkonům je zapotřebí souhlas nadpoloviční většiny všech poslanců (tj. 101) a souhlas nadpoloviční většiny všech senátorů (tj. 41). Rozhodnutí o vyhlášení válečného stavu se sděluje hromadnými sdělovacími prostředky a vyhlašuje se stejně jako zákon. Účinnosti nabývá okamžikem, který se v rozhodnutí stanoví. Parlamentem řádně vyhlášený válečný stav, (či případně stav ohrožení státu) je podmínkou pro přijetí dalších opatření nezbytných pro zajišťování bezpečnosti a obrany státu. Tato opatření zahrnují omezení základních práv a svobod, uložení různých povinností, mobilizaci a další prostředky, které výrazně mění vnitřní uspořádání státu. V rámci mezinárodních stavů jde například o omezování diplomatických kontaktů, uzavření hranic a vypovězení některých mezinárodních smluv. V tomto případě se klade důraz na akceschopnost řídících a výkonných složek státu.
Na rozdíl od vyhlášení válečného stavu není v českém právním řádu upraveno vyhlášení války. Podle jednoho právního výkladu má vyhlášení válečného stavu duální charakter, kdy vedle vnitrostátních účinků představuje zároveň akt mezinárodněprávního významu a je ekvivalentem tradičnímu vyhlášení války vůči nepřátelskému státu. Pode jiného výkladu je vyhlášení válečného stavu pouze formální oznámení existující situace, které nemá z pohledu mezinárodního práva žádný efekt.
Ústava neupravuje způsob ukončení válečného stavu, předpokládá se, že válečný stav se ukončuje stejně jako byl vyhlášen, tedy nadpoloviční většinou všech členů obou komor Parlamentu.

## Mimořádná opatření
Za válečného stavu přijímají vláda, ministerstva, ústřední správní úřady, Česká národní banka, krajské a obecní úřady mimořádná opatření stanovená zvláštními zákony, mezi které patří:
- Ústavní zákon o bezpečnosti České republiky,[3]
- Zákon o zajišťování obrany České republiky,[9]
- Zákon o branné povinnosti a jejím zajišťování,[10]
- Zákon o hospodářských opatření pro krizové stavy,[11]
- nebo Zákon o rozpočtových pravidlech.[12]

Za válečného stavu může vláda požadovat, aby Parlament projednal vládní návrh zákona ve zkráceném jednání, kdy Poslanecká sněmovna rozhoduje do 72 hodin od podání návrhu a Senát do 24 hodin od jeho postoupení; pokud se Senát v této lhůtě nevyjádří, návrh se považuje za přijatý a prezident republiky jej již nemůže vrátit k opětovnému projednání, přičemž ve zkráceném řízení nelze projednávat návrhy ústavních zákonů. Pokud by v době válečného stavu neumožňovaly podmínky na státním území konat volby ve lhůtách určených pro řádná volební období, může být zákonem tato lhůta prodloužena, a to nejdéle o šest měsíců, přičemž toto prodloužení je možné opakovat.[zdroj?] V rámci mimořádných opatření je také možné nařídit mobilizaci ozbrojených sil, která vede k hromadnému povolání vojáků v záloze k výkonu mimořádné služby, a může být částečná nebo všeobecná; mobilizaci vyhlašuje prezident republiky na návrh vlády prostřednictvím hromadných sdělovacích prostředků a po skončení válečného stavu nařizuje demobilizaci, tedy hromadné propouštění vojáků z mimořádné služby. K zajištění obrany státu se zároveň v nezbytně nutném rozsahu omezuje svoboda pohybu a pobytu a právo pokojně se shromažďovat, přičemž toto omezení se nevztahuje na osoby provádějící záchranné práce nebo poskytující pomoc v situacích bezprostředního ohrožení zdraví či života.

## Historie
Na základě Ústavy z roku 1920 mohl válečný stav vyhlásit prezident republiky a to až po vyhlášení války. Jednalo se tedy spíše o formalitu, pro kterou nebyl nutný souhlas parlamentu.

### Vyhlášení válečného stavu v roce 1941
16. prosince roku 1941 prezident Edvard Beneš spolu s předsedou exilové vlády vyhlásili, že Československá republika se nachází ve válečném stavu s Německem a Maďarskem a to od doby, kdy se tyto státy dopustily násilnických činů proti suverenitě Československa. Prohlášení dále uvádělo, že Československo je ve válečném stavu se všemi dalšími státy, které jsou ve válečném stavu s Velkou Británií, SSSR a USA. V roce 1943 československá exilová vláda v Londýně upřesnila, že za datum vzniku válečného stavu s Německem pokládá den 17. září 1938. Formálně byl válečný stav s Německem ukončen až 3. února 1955.